# Stanley (slivoň)

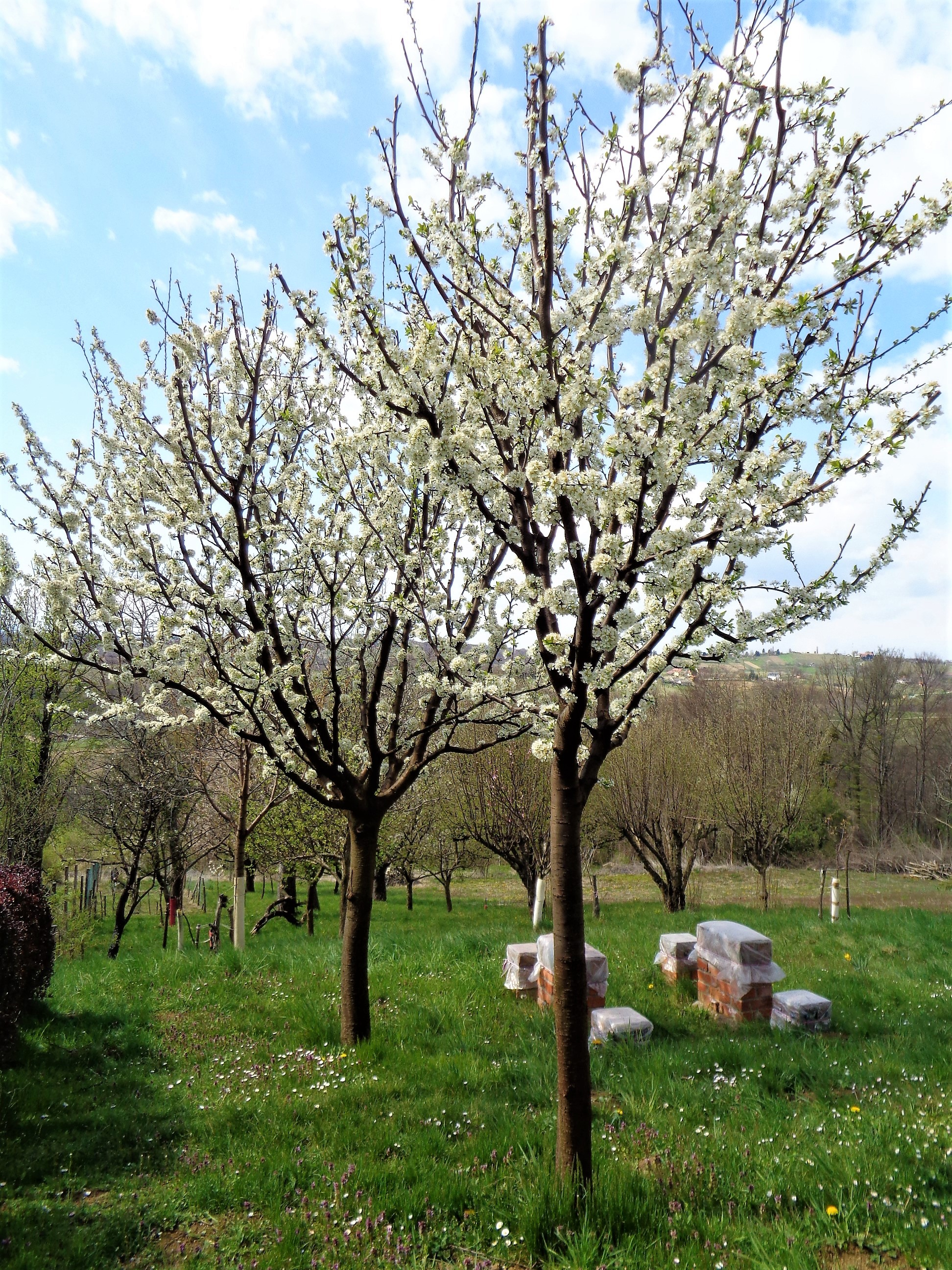
Kvetoucí slivoně Stanley

Stanley (Prunus domestica 'Stanley') je ovocný strom, kultivar druhu slivoň z čeledi růžovitých. Je řazena mezi pološvestky. Plody jsou velké a chutné. Dužnina sladká, nakyslá, rychle měkne. Je vhodná pro přímou konzumaci a na zpracování.

## Původ
Byla vypěstována v USA na počátku 20. století. Vznikla zkřížením odrůd 'Agenská' a 'Grand Duke'. 

## Vlastnosti
Růst střední, později slabší. Plodnost raná, plodí brzy po výsadbě, pravidelná a často velmi vysoká. Samosprašná odrůda, patří mezi dobré opylovače. Zraje v druhé polovině srpna a v září. Vyžaduje teplé osluněné polohy, propustné živné půdy s dostatkem vlhkosti. 

## Plod
Plod podlouhlý, velký (30-40 g). Slupka modrá, ojíněná. Dužnina je zelenožlutá, jde dobře od pecky, sladká, nakyslá. V teplých polohách chutná.

## Choroby a škůdci
Středně tolerantní k šarce. Mohou trpět moniliózou.